# 孖洲
孖洲（英語： Ma Chau)  是香港的一個島嶼，地區行政上屬於離島區。它位於索罟群島以東。孖洲上並沒有居民居住，並且植被也比較稀少。